# American Kennel Club
El American Kennel Club (AKC) es un registro de pedigrí de perros de raza pura en los Estados Unidos. Además de mantener su registro de pedigrí, este club canino también promueve y sanciona eventos para perros de raza pura, incluido el Westminster Kennel Club Dog Show, un evento anual anterior a la formación oficial del AKC, el National Dog Show y el AKC National Championship. El AKC no está afiliado a la Fédération Cynologique International. 

## Historia
A principios del siglo XIX, los ingleses empezaron a preocuparse por la belleza de los perros, así como por su función. Esta moda se extendió a Norteamérica, y en 1877 comenzó la exposición canina del Westminster Kennel Club. El National American Kennel Club, que había sido fundado en 1876, comenzó a publicar y poner a disposición del público su libro de cría en 1879. Esta organización, sin embargo, tenía más interés en las pruebas de campo que en las exposiciones de conformación, y finalmente cambió su nombre por el de National Field Trial Association y dejó de organizar exposiciones de conformación por completo.
En 1884, un grupo de 13 clubes de razas, 10 clubes estadounidenses y tres canadienses, fundaron el American Kennel Club. Estos 13 clubes se comprometieron a "hacer todo lo posible para promover el estudio, la cría, la exhibición, la cría y el mantenimiento de la pureza de los perros de raza". "El AKC se diferenciaba del Kennel Club en que los individuos no podían unirse directamente al AKC, sino que se convertían en miembros de clubes de razas individuales más pequeños, que a su vez eran miembros del AKC. Cuando las discusiones comenzaron a desarrollarse entre los clubes de razas estadounidenses y canadienses en 1886, los clubes canadienses se retiraron de la organización y establecieron su propio club canino dos años más tarde, el Canadian Kennel Club.
En 1894, el American Kennel Club comenzó a negarse a permitir que los perros canadienses sin pedigrí americano participaran en sus exposiciones, siguiendo las tendencias imperantes en las organizaciones ganaderas americanas de pura raza. En 1906, el Departamento de Agricultura de los Estados Unidos dictaminó que cualquier perro importado a América que no estuviera registrado en el AKC tendría que pagar un arancel; esto se modificó posteriormente en 1911, permitiendo que cualquier perro registrado en un club canino de su país de origen entrara en el país libre de impuestos. Poco después, el AKC, el CKC y el KC elaboraron acuerdos que hacían que cualquier perro que estuviera registrado en el club de su país de origen, pudiera ser registrado también en los dos clubes restantes. En 1909, el grupo se trasladó a Nueva York y se constituyó en sociedad.
El 1 de julio de 2012, el AKC comenzó a reconocer ciertos títulos emitidos por la Asociación Norteamericana de Flyball. Estos títulos son el de Campeón de Flyball (FDCh), el de Maestro de Flyball (FM) y el de ONYX.

## Registro

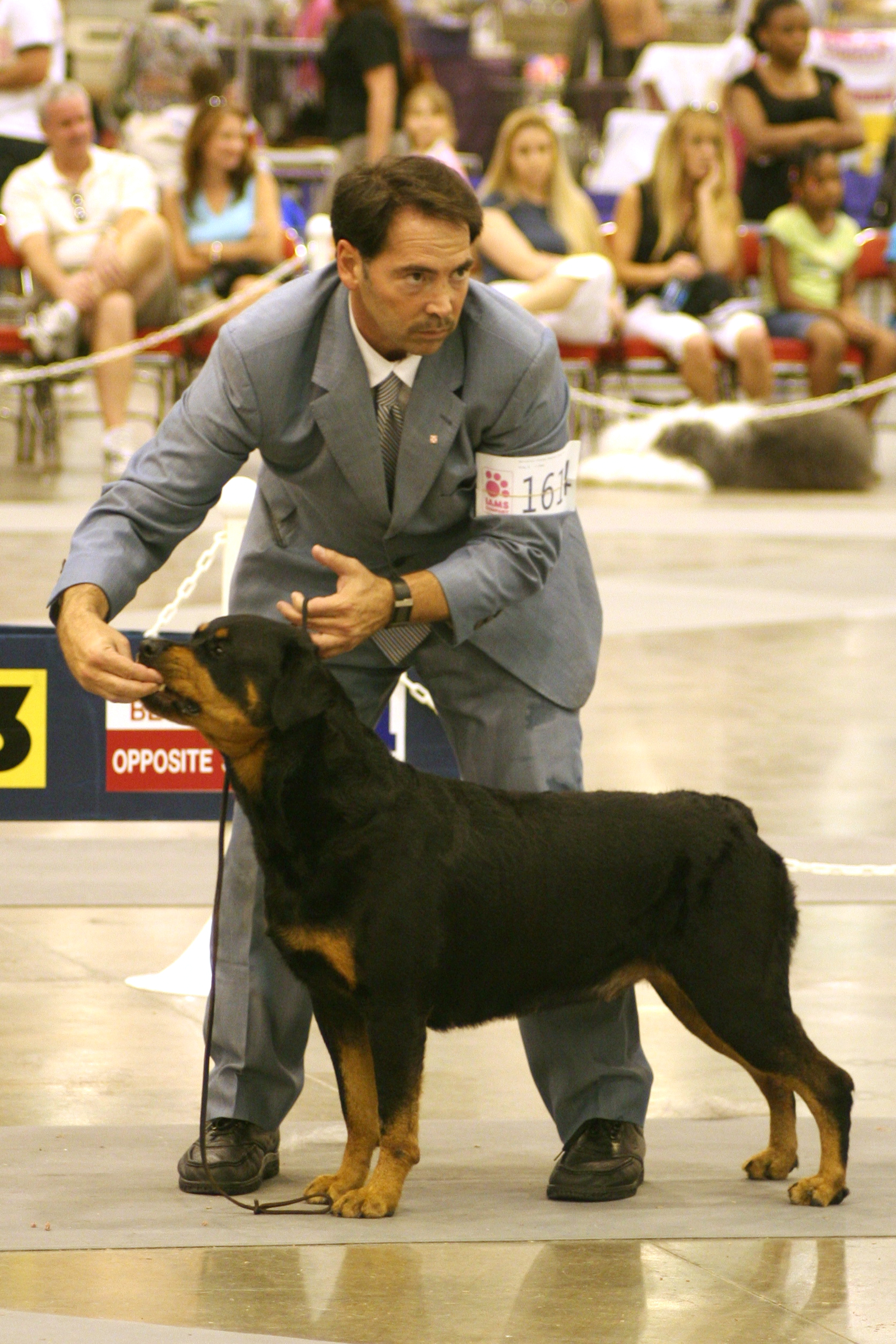
Competencia de la raza Rottweiler en el Reliant Arena American Kennel Club World Series Dog Show el 23 de julio de 2006.

El AKC cuenta con el mayor registro de perros de raza pura de EE.UU. y es el único registro sin ánimo de lucro, así como el más conocido y el más influyente. Para que un perro de raza pura se registre en el AKC, los progenitores del perro deben estar registrados en el AKC como la misma raza, y la camada en la que nace el perro debe estar registrada en el AKC. Si los padres del perro no están registrados en el AKC o la camada no está registrada, se puede hacer una excepción si el AKC determina, a través de una investigación especial del registro, que el perro es elegible para el registro. Una vez que se determine la elegibilidad, ya sea mediante la solicitud de la camada o la investigación del registro, el perro puede ser registrado como de raza pura. El registro sólo indica que los dueños estaban registrados como una raza reconocida; no indica necesariamente que el perro proceda de líneas de sangre sanas o de calidad para las exposiciones, ni el registro refleja necesariamente la calidad del criador o cómo se ha criado el cachorro.

### Servicio de Fundaciones del AKC
El Servicio de Fundaciones del AKC es un servicio opcional de registro de razas que el club ofrece a las nuevas razas de perros de pura raza que se han introducido en los Estados Unidos y que aún no han sido reconocidas por el AKC.

## Actividades
El AKC organiza eventos en los que pueden competir perros y adiestradores. Se dividen en tres áreas:
- Exposición de conformación
  - Junior Showmanship
- Eventos de acompañamiento, en los que pueden competir todos los perros registrados y PAL/ILP. Estos incluyen:
  - Pruebas de obediencias
  - Prueba de rastreos
  - Agilidad canina, incluidas las pruebas especializadas de Quince y Enviar tiempo
  - Obediencia de rally
- Eventos de rendimiento, que están limitados a ciertos participantes; los perros PAL/ILP de la raza correcta suelen ser elegibles:
  - Pruebas de coonhound
  - Pruebas de campo (sabueso)
  - Pruebas de perros de tierra (pequeños terrier y teckel)
  - Prueba de perros pastoress (pruebas de pastoreo) (raza de pastoreos, Rottweilers y Samoyeds)
  - Prueba de cazas (la mayoría de los perros de los grupos Deportivo y los Caniches estándar)
  - Cursillo de señuelos (lebreles sólo)

### Exposiciones de conformación
Para llevar a cabo las exposiciones de conformación, el American Kennel Club organiza las razas caninas que reconoce en grupos de sabuesos, terriers, de trabajo, de pastoreo, deportivos, no deportivos, de cachorros y varios.

### Campeonato Nacional del AKC
El Campeonato Nacional del AKC es un evento anual que se celebra en Orlando. La exposición es sólo por invitación. Los perros invitados a la exposición han terminado su campeonato de la clase de criado por expositor o se han clasificado entre los 25 mejores de su raza. La exposición puede verse a menudo en las principales cadenas de televisión.

### Otros programas
El AKC también ofrece el programa de Buenos Ciudadanos Caninos. Este programa pone a prueba a los perros de cualquier raza (incluyendo los mestizos) o tipo, registrados o no, en cuanto a comportamiento básico y temperamento adecuado para aparecer en público y vivir en casa.
Otra filial del AKC es AKC Reunite,  anteriormente AKC Companion Animal Recovery (AKC CAR), fundada en 1995, que es el mayor servicio de identificación y recuperación de mascotas sin ánimo de lucro de Norteamérica.
Otra filial del AKC es el AKC Humane, que apoya las actividades de rescate de razas, ayuda a los refugios que permiten a las víctimas de la violencia doméstica llevar a sus mascotas y educa a los amantes de los perros sobre la propiedad responsable de los mismos.
El AKC también proporciona títulos para perros de terapia, después de que los perros hayan sido certificados por organizaciones de perros de terapia reconocidas por el AKC y hayan realizado un número requerido de visitas.

## Críticas y controversias

### Genética
El AKC ha sido criticado por la prevalencia de trastornos genéticos en sus perros. Hasta el 25% de los perros de raza pura registrados por el AKC tienen al menos un problema genético hereditario. Estos problemas cuestan a los criadores y propietarios casi 1.000.000.000 de dólares en facturas de veterinario y pérdidas de ingresos por cachorros nacidos muertos. Algunos clubes de raza, como el U.S. Border Collie Club, se resistieron a solicitar la aceptación de la raza por parte del AKC por temor a que hacerlo fuera perjudicial para la genética de la raza que representan.
Estos problemas genéticos han dado lugar a la aparición de "leyes de limón para cachorros" en varios estados de EE.UU. Estas leyes protegen a los propietarios de perros de las enfermedades genéticas de las que su criador puede no haberles informado, permitiéndoles obtener un reembolso por el coste del cachorro u obligar al criador a pagar sus facturas veterinarias.

### Salud
El AKC apoya algunas investigaciones sobre la salud canina y ha realizado campañas publicitarias que dan a entender que el AKC está comprometido con los perros sanos, pero el papel del AKC en la promoción de la salud canina es controvertido. Temple Grandin sostiene que los estándares del AKC sólo regulan la apariencia física, no la salud emocional o de conducta. El propio AKC afirma que "existe la creencia generalizada de que el "AKC" o los "papeles del AKC" garantizan la calidad de un perro. Esto no es así. El AKC es un organismo de registro. Un certificado de registro... no indica en absoluto la calidad o el estado de salud del perro".
El AKC no tiene normas de salud para la cría; la única restricción para la cría es la edad (un perro no puede tener menos de ocho meses). Aunque la mayoría de los 170 clubes de cría de razas específicas tienen un comité de salud dedicado a las preocupaciones específicas de su raza, el AKC prohíbe a los clubes imponer regulaciones más estrictas, ya que las Reglas del AKC que se aplican al registro y la disciplina se aplican a todos los clubes de razas y no proporcionan una opción para que los clubes de razas las amplíen o las anulen. Por lo tanto, un club de raza del AKC no puede exigir una edad de cría más elevada, clasificaciones de displasia de cadera, pruebas genéticas para enfermedades hereditarias o cualquier otra restricción. Los clubes de padres tienen el poder de definir el aspecto de la raza, o el estándar de la raza, y también pueden restringir la participación en eventos o clases no regulares, como los Futuros o los Maturities, sólo a aquellos perros que cumplan sus criterios definidos. Estos eventos no regulares pueden requerir pruebas de salud, muestreo de ADN, pruebas de instinto o habilidad y otros requisitos establecidos por el club anfitrión.
En resumen, la atención a la salud entre los criadores es voluntaria y no obligatoria. En cambio, muchos clubes caninos de fuera de EE. UU. sí exigen pruebas de salud a los perros de cría. El Club del Pastor Alemán de Alemania, por ejemplo, exige radiografías de cadera y codo, además de otras pruebas, antes de que un perro pueda ser criado. Estas restricciones de cría no están permitidas en los clubes miembros del AKC. Como resultado, algunos criadores de EUA han establecido registros paralelos o bases de datos de salud fuera del AKC; por ejemplo, el Berner Garde estableció una base de datos de este tipo en 1995 después de que las enfermedades genéticas redujeran la vida media de un perro de montaña de Berna a siete años. En comparación, el Club del Perro de Montaña de Berna suizo introdujo las radiografías de cadera obligatorias en 1971.
Por estas y otras razones, un pequeño número de clubes de la raza no se han unido al AKC para poder mantener unos estándares sanitarios estrictos, pero, en general, el deseo de los criadores de mostrar sus perros en las exposiciones del AKC, como la Exposición Canina del Westminster Kennel Club, ha prevalecido sobre estas preocupaciones. La preocupación por las conexiones del AKC con los criadores de baja calidad ha hecho que algunos propietarios de perros traten de distanciarse de la organización. En octubre de 2012, Hailey Parker, una criadora de Coton de Tulear de larga data, presentó una demanda (que se resolvió) contra el AKC y citó las conexiones del AKC con los criadores de alto volumen entre las razones. La "reputación y el modelo de negocio del Coton se basan en una disociación de las 'fábricas de cachorros' y operaciones de cría comercial similares", según la demanda.
El Club también ha sido criticado por cortejar a los criadores comerciales a gran escala y por el laxo cumplimiento de las normas de cría. El AKC sólo emplea a nueve inspectores de ese campo y los críticos afirman que sus inspecciones son ineficaces. Por ejemplo, el propietario de un criadero de Alaskan Malamute de Montana aprobado por los inspectores del AKC en 2008 y 2009 fue condenado a cinco años de prisión por crueldad animal en el funcionamiento de ese criadero. De forma similar, un inspector del AKC consideró que un criadero de Carolina del Norte "cumplía con la política de condiciones de cuidado del AKC" tres meses antes de que los agentes del condado hicieran una redada en las instalaciones y encontraran a los perros en "malas" condiciones, sufriendo enfermedades, lesiones y viviendo en "condiciones insalubres", según documentos judiciales. Un veterinario declaró al tribunal que los perros rescatados tenían dolencias que iban "de graves a severas" y que "la mayoría de las lesiones parecían ser crónicas, ya que habían existido durante un periodo de tiempo considerable".
Asimismo, la Humane Society of the United States criticó a la AKC por no adoptar una postura contra las fábricas de cachorros. Según el informe de la Humane Society, "en los últimos cinco años, la AKC se ha opuesto a más de 80 proyectos de ley estatales y ordenanzas locales diferentes diseñados para proporcionar una mayor protección a los perros de las fábricas de cachorros".
El AKC apoya varias iniciativas de investigación sanitaria. La Fundación de Salud Canina del AKC financió la investigación que condujo a la elaboración del mapa del genoma canino (secuencia de ADN) con subvenciones por un total de más de 2.000.000 de dólares. La secuenciación del genoma canino comenzó en junio de 2003, financiada en gran parte por el Instituto Nacional de Investigación del Genoma Humano (NHGRI) y terminó la secuencia completa del genoma canino en el Instituto Broad del MIT en 2005. Dado que las personas heredan muchas de las mismas enfermedades que los perros, los humanos también pueden beneficiarse de la investigación sanitaria financiada para los perros.
La Fundación Ortopédica para los Animales (OFA) y la Fundación de Salud Canina del AKC han creado el Centro de Información sobre la Salud Canina (CHIC) para fomentar las pruebas de salud por parte de los criadores y proporcionar a éstos y a los investigadores información para mejorar los programas de cría. Más de 135 razas diferentes tienen prerrequisitos específicos de pruebas de salud exigidos por su club de raza matriz.

### Conformación de exposiciones
Para la realización de las exposiciones de conformación, el American Kennel Club organiza las razas caninas que reconoce en grupos de sabuesos, terriers, de trabajo, de pastoreo, deportivos, no deportivos, de cachorros y varios.[cita requerida]

### Oposición de los clubes de la raza
- Cavalier King Charles Spaniel: El Cavalier King Charles Spaniel Club votó para rechazar el reconocimiento del AKC en mayo de 2000 debido a la incompatibilidad de la regla de no venta a tiendas de animales del club de la raza, mientras que el AKC requería dichas ventas.[2] El club de la raza tenía dicha regla para ayudar a la salud genética de la raza.[2][27]
- Jack Russell Terrier: En la década de 1990, algunos criadores de Jack Russell Terrier querían ser incluidos en el AKC, pero el Jack Russell Terrier Club of America (JRTCA) se opuso a la idea alegando que las habilidades de trabajo del JRT se verían comprometidas al convertirlo en un perro de exposición con una asociación dedicada a otorgar premios y estatus de campeón a perros individuales basados únicamente en su conformación. El AKC sí aceptó al JRT en el registro, pero bajo el nuevo nombre de Parson Russell Terrier para distinguir a los perros del AKC de los perros de trabajo del JRT.[28]

### Grupos de presión
El AKC hace un seguimiento de toda la legislación relacionada con los perros en EUA, ejerce presión sobre los legisladores y emite alertas legislativas en Internet pidiendo a los ciudadanos que se pongan en contacto con los funcionarios públicos. Son especialmente activos en la lucha contra la legislación específica sobre razas, como la prohibición de ciertas razas consideradas peligrosas.[cita requerida]